# Nathan Larson
Pour les articles homonymes, voir Larson.
Nathan Larson, né le 12 septembre 1970 dans le Maryland aux États-Unis, est un guitariste, chanteur, compositeur et romancier américain. Il a joué pour les groupes Shudder to Think, Mind Science of the Mind, Hot One (en), A Camp et a enregistré plusieurs albums en solitaire. Il travaille également pour le cinéma comme compositeur et est l’auteur de deux romans, entre le thriller et la science-fiction.

## Biographie
Il débute avec le groupe Shudder to Think au sein duquel il apparaît pour la première fois en 1992. Il participe également à l’éphémère aventure du super-groupe Mind Science of the Mind, composé de Mary Timony (en), Joan Wasser et Kevin March (en). Il entame en 1997 une carrière de compositeur pour le cinéma et poursuit dans cette direction lors de l’arrêt de la formation Shudder to Thinks en 1998.
Larson enregistre un premier album en solitaire en 2000 et qui sort en 2001. Il se marie avec la chanteuse suédoise Nina Persson du groupe The Cardigans le 16 juin 2001. Il fonde alors avec Niclas Frisk (en) et Nina Persson le groupe A Camp, actif en 2001 lors de la période de repos des Cardigans ayant suivi la tournée de l’album Gran Turismo. Lorsque le groupe de Nina Persson retrouve la scène, il poursuit sa carrière en solo et signe deux nouveaux albums.
Il co-fonde en 2006 avec Emm Gryner le super-groupe Hot One (en), auteur d’un unique album salué par la critique. Entre 2007 et 2008, il rejoue avec le groupe Shudder to Think lors d’une courte réunification et retrouve en 2009 la formation A Camp pour un second album. Larson est également ponctuellement crédité au sein des compositions du groupe The Cardigans.
Depuis 1997, Larson a composé la musique d’une trentaine de films, dont les plus célèbres sont Margin Call, Choke, Our Idiot Brother, Dirty Pretty Things ou The Messenger.
En 2011, il publie un premier ouvrage de fiction, suivi d’un second titre en 2012. La traduction de The Dewey Decimal System est publié en juin 2014 sous le titre Le Système D chez l’éditeur Asphalte.

## Discographie

### Avec le groupeShudder to Think
- Your Choice Live Series (1992)
- Pony Express Record (1994)
- 50,000 B.C. (1997)
- First Love, Last Rites (1998)

### Avec le groupeMind Science of the Mind
- Mind Science of the Mind (1996)

### Avec le groupeA Camp
- A Camp (2001)
- Colonia (2009)

### Avec le groupeHot One(en)
- Hot One (2006)

### En solo
- Jealous God (2001)
- FilmMusik (2004)
- Hot One (2006)
- God Willing (2006)

## Filmographie

### Comme compositeur
- 1997 : First Love, Last Rites de Jesse Peretz
- 1997 : Number One Fan d’Amy Talkington
- 1998 : High Art de Lisa Cholodenko
- 1999 : Bust (court-métrage)
- 1999 : Boys Don't Cry de Kimberly Peirce
- 2000 : Tigerland de Joel Schumacher
- 2001 : Prozac Nation d’Erik Skjoldbjærg
- 2001 : Storytelling de Todd Solondz
- 2001 : The Château de Jesse Peretz
- 2001 : Temps mort (TV)
- 2002 : Malcolm (court-métrage)
- 2002 : Dirty Pretty Things de Stephen Frears
- 2002 : Lilya 4-ever de Lukas Moodysson
- 2003 : Mannen som log (TV)
- 2003 : The Deal (TV)
- 2004 : Palindromes de Todd Solondz
- 2004 : Love Song (A Love Song for Bobby Long)
- 2004 : The Ranch (TV)
- 2004 : The Woodsman de Nicole Kassell
- 2005 : Häktet (TV)
- 2005 : Little Fish de Rowan Woods
- 2005 : Mumbo Jumbo (court-métrage)
- 2005 : The Motel de Michael Kang
- 2006 : Go Mom (court-métrage)
- 2006 : Om Gud vill, (God Willing)
- 2007 : Very Young Girls
- 2008 : Choke de Clark Gregg
- 2009 : Like Dandelion Dust de Jon Gunn
- 2009 : The Messenger de  Oren Moverman
- 2009 : Kiran Bedi : Yes, Madame Sir
- 2010 : Trust, de David Schwimmer
- 2011 : Margin Call de J. C. Chandor
- 2011 : Choose de Marcus Graave
- 2011 : Our Idiot Brother de Jesse Peretz
- 2011 : Silent House de Chris Kentis et Laura Lau
- 2012 : Tiger Eyes de Lawrence Blume
- 2013 : Stockholm Stories de Karin Fahlén
- 2013 : Plus One de Dennis Iliadis (en)
- 2013 : Emanuel and the Truth About Fishes de Francesca Gregorini
- 2013 : The Moment de Jane Weinstock
- 2014 : God's Pocket de John Slattery
- 2016 : Rupture de Steven Shainberg

## Œuvres

### Romans
- Le Système D, Asphalte, 2014 ((en) The Dewey Decimal System, 2011)
- Le Système nerveux, Asphalte, 2016 ((en) The Nervous System, 2012)